# Cisaat (Cisaat)
Cisaat is een bestuurslaag in het regentschap Sukabumi van de provincie West-Java, Indonesië. Cisaat telt 8584 inwoners (volkstelling 2010).